# Olof Sundqvist
Karl Arvid Olof Sundqvist, född 25 maj 1962 i Härnösand, död 27 december 2017 i Uppsala domkyrkoförsamling, var en svensk formgivare och silversmed.
Sundqvist var verksam som silversmed och skapade ett flertal insignier och bruksföremål för bland annat Svenska kyrkan. Efter mästarlära hos Eric Löfman mellan åren 1985 och 1992 erhöll han gesällbrev i silversmedsyrket.
Åren 1991–1993 var han metallkonservator vid Kungl. Livrustkammaren.
De flesta av Sundqvists offentliga silversmidesarbeten är beställningsarbeten för olika kyrkor och kyrkliga institutioner. Sundqvists metallarbeten bär namnstämpel KAOS, efter begynnelsebokstäverna i samtliga hans förnamn samt efternamn. 
Sundqvist lär ha varit den sist examinerade gymnasisten från Fjellstedtska skolan i Uppsala där han studerade kyrkomusikalisk linje. Han är gravsatt i minneslunden på Uppsala gamla kyrkogård.

## Utförda offentliga arbeten, urval
- Inspektorsinsignier till Uplands studentnation i Uppsala 1986
- Dopvattenkanna till Gamla Uppsala kyrka, Gamla Uppsala församling 1989–1990
- Relikskrin för den heliga Birgitta i Uppsala domkyrka, ritat i samarbete med Bengt Olof Kälde 1990
- Bröstkors för biskopen i Uppsala stift 1990
- Svenska kyrkans Stefansmedalj, ritad av Bengt Olof Kälde 1990
- Bröstkors för överhovpredikanten, ritat av Bengt Olof Kälde 1991
- Altarkors och nattvardsservis till Strängnäs domkyrka 1991
- Bröstkors för biskopen av Bukoba, Tanzania 1991
- Bröstkors för biskopen emeritus i Växjö stift 1992
- Insignier för förste kurator vid Uplands studentnation i Uppsala 1995
- Ordförandeklubba för Beijer-Alma-koncernen 1996
- Dopvattenkanna till Tunabergskyrkan i Gamla Uppsala församling 1996
- Bröstkors för överhovpredikanten emeritus 1997
- Prorektorskedja för Uppsala universitet 1998 [1]